# Kazimierz Tomczyk
Kazimierz Tomczyk (ur. 12 lutego 1898 w Szarbii, zm. 17 listopada 1967 w Karwinie) – podoficer Wojska Polskiego w II Rzeczypospolitej, kawaler Orderu Virtuti Militari oraz Krzyża  Walecznych.

## Życiorys
Kazimierz (Franciszek) Tomczyk urodził się w rodzinie Józefa i Tekli z Wójcików.
Absolwent szkoły ludowej w Wierzbnie.
W 1919 powołany do służby w odrodzonym Wojsku Polskim. W wojnie polsko-bolszewickiej walczył w składzie 1 pułku Ułanów Krechowieckich.
W bitwie pod Żółtańcami został ranny, a w bitwę pod Komarowem brawurowym atakiem zdobył ckm biorąc do niewoli jego obsługę.
Za bohaterstwo w walce odznaczony został Krzyżem Srebrnym Orderu Virtuti Militari.
W marcu 1921 mianowany kapralem.
W 1922 przeniesiony do rezerwy. Za udział w wojnie otrzymał gospodarstwo rolne w Karwinie. Należał do Związku Strzeleckiego i Ochotniczej Straży Pożarnej w Karwinie. 
Zmarł w Karwinie, spoczywa na cmentarzu w Dobranowicach.
Był żonaty z Marianną z Kopciów; dzieci: Irena, Kazimiera, Halina, Sabina, Marian.

## Ordery i odznaczenia
- Krzyż Srebrny Orderu Virtuti Militari (nr 2626).
- Krzyż Walecznych[2]